# Ordem do Mérito da República da Hungria
A Ordem do Mérito da República da Hungria (em húngaro:  Magyar Köztársasági Érdemrend) é a segunda mais alta Ordem de Estado da Hungria. Fundada em 1991, a Ordem é um renascimento duma Ordem original fundada em 1946 e abolida em 1949. Desde 2011, a Ordem de Santo Estêvão da Hungria é a mais alta Ordem de Estado húngara.

## Classes
A divisão civil está dividida em seis classes de mérito, enquanto a divisão militar está dividida em cinco. A classe mais alta, a Grã-Cruz com Cadeira, é exclusiva da divisão civil e é atribuída apenas a Chefes de Estado.
| Grã-Cruz com Cadeia            |  | N/A |
| Grã-Cruz                       |  |     |
| Cruz de Comendador com Estrela |  |     |
| Cruz de Comendador             |  |     |
| Cruz de Oficial                |  |     |
| Cruz de Cavaleiro              |  |     |

Abaixo da Ordem do Mérito em precedência está a Cruz do Mérito da República da Hungria, com três classes para militares e civis ambos.
| Cruz de Ouro   |
| Cruz de Prata  |
| Cruz de Bronze |

## Insignia
- A medalha da Ordem é feita com as características da antiga Real Ordem de Santo Estêvão da Hungria: consiste numa cruz esmaltada de branco com gumes de verde, mostrando um medalhão circular central esmaltado de vermelho mostrando o brasão de armas da Hungria, rodeado por uma grinalda de esmalte verde.

- A estrela toma a forma da medalha mas é montada sobre uma estrela radiante de ouro.

- A fita é verde com uma listra vermelha e uma listra branca para a classe civil, enquanto é vermelha com uma listra verde e uma listra branca para a classe militar.